# Megachile sosia
Megachile sosia är en biart som först beskrevs av Pasteels 1970.  Megachile sosia ingår i släktet tapetserarbin, och familjen buksamlarbin. Inga underarter finns listade i Catalogue of Life.